# Claes Himberg
Claes Fredrik Himberg, född 27 oktober 1787 i Stockholm, död 17 maj 1853 i Stockholm, var en svensk grafiker.
Han var son till trädgårdsmästaren Nils Himberg och Catharina Lind. Himberg studerade vid Konstakademien där han tilldelades tredje medaljen 1805. Han anlitades efter sina studier som illustratör där han utförde sina arbeten i punktgravyr, akvatint eller i form av kopparstick. Av någon okänd anledning ställdes han 1846 under förmyndarskap. Bland hans arbeten märks tre blad till Nils Gustaf Wermings  Kartor öfver svenska städer och en karta över USA för Axel Leonhard Klinckowströms Atlas til bref om de Förente Stater. Han utförde dessutom ett stort antal porträtt och grafikblad efter andra konstnärers målningar. Himberg är representerad vid Nationalmuseum, Stockholm.